# Pequena História da República
Pequena História da República, por se tratar de um livro historiográfico, classifica-se como um livro de crônicas (infanto-juvenis), escrito em 1940.
Em um concurso, realizado no ano de 1937, promovido pelo Ministério da Educação, Graciliano Ramos ganha um prêmio por ter sido classificado em terceiro lugar, com o conto A Terra dos Meninos Pelados. Pensando em participar de um segundo concurso, cujo objetivo seria redigir uma história em comemoração aos 50 anos da República, para crianças, escreve Pequena História da República, entretanto, receoso com as possíveis censuras (afinal, já fora preso algumas vezes), resolveu não se inscrever.

O texto só veio a ser publicado após sua morte, em uma revista chamada Senhor, na década de 60, sendo reunido, posteriormente, a outros escritos do autor voltados ao público infanto-juvenil. Surge, então, a coletânea Alexandre e Outros Heróis, contendo dois livros de contos, A Terra dos Meninos Pelados e Histórias de Alexandre, além do livro de crônicas Pequena História da República.
1. ↑  SANDES, N. F.. Memória e história na Primeira República. In: XXVI Simpósio Nacional da Anpuh, 2011, São Paulo. Anais do XXVI Simpósio Nacional da Anpuh, 2011.